# Xanthopimpla coalita
Xanthopimpla coalita är en stekelart som beskrevs av Krieger 1915. Xanthopimpla coalita ingår i släktet Xanthopimpla och familjen brokparasitsteklar. Inga underarter finns listade i Catalogue of Life.